# John Plummer
John Plummer (* um 1410; † 5. November 1486 in Windsor) war ein englischer Komponist der Renaissance.

## Leben und Wirken
Über John Plummers Herkunftsfamilie und seine frühe Zeit ist nichts bekannt. Unter den englischen Königen Heinrich VI. (Regierungszeit 1422–1461) und Eduard IV. (Regierungszeit 1461–1483) war er ab 1438 (oder kurz vorher) bis zum Jahr 1467 gentleman der Royal Household Chapel. Nachdem er als erstes Mitglied zum Master of the Children of the Royal Chapel ernannt worden war, übte er diese Funktion mindestens von 1444 bis 1455 aus. Im Jahr 1449 wurde er Mitglied des Londoner Ordens Fraternity of St. Nicholas, dem Londoner Teil der Bruderschaft Guild of Parish Clerks. Es gibt außerdem ab 1442 Belege über ihn in Windsor; im Jahr 1454, vielleicht auch schon ein Jahr vorher, erhielt er das Amt des Küsters an der dortigen St George’s Chapel. Nachdem er aus der Royal Chapel ausgeschieden war, verlegte Plummer seinen Wohnsitz dauerhaft nach Windsor und erfüllte voll seine Pflichten an der St George’s Chapel bis 1484.

## Bedeutung
John Plummer war in England einer der führenden Komponisten in den mittleren Jahrzehnten des 15. Jahrhunderts. Manuskripte mit seinen Kompositionen sind außer in England auch auf dem Kontinent bis in die heutige Tschechische Republik anzutreffen, wo einzelne Stücke in den Codex Speciálník (aus der Zeit um 1500) hineinkopiert wurden. Sein musikalischer Stil war wohl um 1440 fertig ausgebildet; die ihm mit Sicherheit zuzuschreibenden Kompositionen sind fast alle dreistimmig und entwickeln ein harmonisch statisches kontrapunktisches Geflecht, welches konsequent auf Dreiklängen beruht. In seiner Messe zu vier Stimmen ist die Tenormelodie in jedem Satz anders rhythmisiert, während eine seiner dreistimmigen Messen wegen der Verwendung von extremen chromatischen Alterationen und starke rhythmische Ausarbeitung auffällt. Für Plummers Stil ist die komplexe Wechselwirkung der Stimmen typisch, mit häufigen Imitationen und dem Austausch melodischer Phrasen. Einen Höhepunkt erreicht dies in seiner Komposition „Alma mater matris Anna“ für drei gleiche Stimmen in Tenorlage mit einem Diskant, der den Satz verdichtet.

## Werke
- Messensätze mit gesicherter Autorschaft
  - Kyrie, Gloria, Credo, Sanctus und Agnus Dei zu drei Stimmen; Sanctus und Agnus fragmentarisch, Kyrie mit Tropus „Omnipotens pater“
  - Kyrie und Gloria zu vier Stimmen; fragmentarischer Zyklus auf die Marien-Antiphon „Nesciens mater“ im Tenor, Kyrie mit Tropus „Deus creator omnium“
- Messensätze mit zweifelhafter Autorschaft
  - Kyrie, Gloria, Credo, Sanctus und Agnus Dei zu drei Stimmen (anonym); Kyrie mit Tropus „Deus creator omnium“
- weitere geistliche Werke auf lateinische Texte mit gesicherter Autorschaft
  - „Anna mater matris Christi“ zu vier Stimmen
  - „Descendi in hortum meum“ zu drei Stimmen
  - „Tota pulchra es“ (I) zu drei Stimmen
  - „Tota pulchra es“ (II) zu drei Stimmen
- weitere geistliche Werke auf lateinische Texte mit zweifelhafter Autorschaft
  - „Ibo michi ad montem mirre“ zu drei Stimmen (anonym)
  - „O pulcherrima mulierum“ zu drei Stimmen (anonym)
  - „Qualis est delictus tuus“ zu drei Stimmen, J. Forest und Plummer zugeschrieben, wahrscheinlich von Forest